# Sandy Vee
Sandy Julien Wilhelm, conhecido profissionalmente como Sandy Vee, é um compositor e produtor nascido em Paris. Originalmente trabalhava com o gênero house, mas passou a trabalhar com artistas pop em 2009.
Sandy ganhou o prêmio de "Melhor Gravação Dance" no Grammy de 2011 por "Only Girl (In the World)", de Rihanna. Também foi nomeado na categoria "Álbum do Ano", por Teenage Dream, de Katy Perry.

## Discografia de composição e produção
| Ano  | Artista                  | Álbum                  | Canção                            |
| ---- | ------------------------ | ---------------------- | --------------------------------- |
| 2009 | David Guetta             | One Love               | "Gettin' Over"                    |
| 2009 | David Guetta             | One Love               | "Sexy Bitch"                      |
| 2009 | David Guetta             | One Love               | "On the Dancefloor"               |
| 2009 | David Guetta             | One Love               | "Missing You"                     |
| 2009 | David Guetta             | One Love               | "One Love"                        |
| 2009 | David Guetta             | One Love               | "I Wanna Go Crazy"                |
| 2009 | David Guetta             | One Love               | "If We Ever"                      |
| 2009 | David Guetta             | One Love               | "It's Your Life"                  |
| 2010 | Taio Cruz                | Rokstarr               | "Higher"                          |
| 2010 | Katy Perry               | Teenage Dream          | "Firework"                        |
| 2010 | Akon                     | Stadium                | "Angel"                           |
| 2010 | Pitbull                  | Planet Pit             | "Hey Baby (Drop It to the Floor)" |
| 2010 | Rihanna                  | Loud                   | "S&M"                             |
| 2010 | Rihanna                  | Loud                   | "Only Girl (In the World)"        |
| 2010 | Ne-Yo                    | Libra Scale            | "Beautiful Monster"               |
| 2010 | The Black Eyed Peas      | The Beginning          | "Everything Wonderful"            |
| 2010 | The Black Eyed Peas      | The Beginning          | "Phenomenon"                      |
| 2010 | Sean Kingston            | TBA                    | "Party All Night (Sleep All Day)" |
| 2011 | Alexis Jordan            | Alexis Jordan          | "Good Girl"                       |
| 2011 | Alexis Jordan            | Alexis Jordan          | "Hush Hush"                       |
| 2011 | Nicole Scherzinger       | Killer Love            | "Wet"                             |
| 2011 | Britney Spears           | Femme Fatale           | "Selfish"                         |
| 2011 | Selena Gomez & the Scene | When the Sun Goes Down | "Middle of Nowhere"               |
| 2011 | Kelly Rowland            | Here I Am              | "Commander"                       |
| 2011 | Leona Lewis              | Glassheart             | "Collide"                         |